# Chemin de fer Tavannes–Noirmont
| Güterzug mit Ge 2/2 Nr. 5 der TBN bei Tramelan-Dessous |                                     |                              |                              |
| Streckennummer (BAV): | 236                                 |                              |                              |
| Fahrplanfeld: | 237                                 |                              |                              |
| Streckenlänge: | 22,96 km                            |                              |                              |
| Spurweite: | 1000 mm (Meterspur)                 |                              |                              |
| Stromsystem: | 1913–1953: 1200 V, seither 1500 V = |                              |                              |
| Maximale Neigung: | 50 ‰                                |                              |                              |
| |                                     |                              |                              |
| \| \| \| SBB von Sonceboz-Sombeval \| \| \| \| 0.02 \| Tavannes \| 754 m ü. M. \| \| \| \| seit 1921 Rollschemelanlage \| \| \| \| \| SBB nach Moutier \| \| \| \| \| Brücke Tavannes (246 m) Birs \| \| \| \| 4.18 \| Orange \| 866 m ü. M. \| \| \| 8.06 \| Tramelan-Dessous \| 881 m ü. M. \| \| \| 8.70 \| Tramelan \| 888 m ü. M. \| \| \| 9.32 \| Tramelan-Collège \| 912 m ü. M. \| \| \| 10.33 \| Tramelan-Chalet \| 959 m ü. M. \| \| \| 11.48 \| Les Reussilles \| 1011 m ü. M. \| \| \| 13.59 \| Le Pied-d’Or \| 1005 m ü. M. \| \| \| \| Vacheries-Brunier \| \| \| \| 16.04 \| La Chaux-des-Breuleux \| 1006 m ü. M. \| \| \| 17.93 \| Les Breuleux \| 1020 m ü. M. \| \| \| 18.63 \| Les Breuleux-Eglise \| 1050 m ü. M. \| \| \| 21.58 \| Sous-le-Terreau \| 983 m ü. M. \| \| \| \| SC von Saignelégier \| \| \| \| 22.98 \| Le Noirmont \| 969 m ü. M. \| \| \| \| SC nach La Chaux-de-Fonds \| \| |                                     |                              |                              |
| Strecke |                                     | SBB von Sonceboz-Sombeval    | SBB von Sonceboz-Sombeval    |
| Bahnhof · Kopfbahnhof Streckenanfang | 0.02                                | Tavannes                     | 754 m ü. M.                  |
| Strecke · Strecke |                                     | seit 1921 Rollschemelanlage  | seit 1921 Rollschemelanlage  |
| Strecke nach rechts · Strecke |                                     | SBB nach Moutier             | SBB nach Moutier             |
| Brücke über Wasserlauf |                                     | Brücke Tavannes (246 m) Birs | Brücke Tavannes (246 m) Birs |
| Dienststation / Betriebs- oder Güterbahnhof | 4.18                                | Orange                       | 866 m ü. M.                  |
| Haltepunkt / Haltestelle | 8.06                                | Tramelan-Dessous             | 881 m ü. M.                  |
| Bahnhof | 8.70                                | Tramelan                     | 888 m ü. M.                  |
| ehemaliger Haltepunkt / Haltestelle | 9.32                                | Tramelan-Collège             | 912 m ü. M.                  |
| Haltepunkt / Haltestelle | 10.33                               | Tramelan-Chalet              | 959 m ü. M.                  |
| Bahnhof | 11.48                               | Les Reussilles               | 1011 m ü. M.                 |
| Haltepunkt / Haltestelle | 13.59                               | Le Pied-d’Or                 | 1005 m ü. M.                 |
| ehemaliger Haltepunkt / Haltestelle |                                     | Vacheries-Brunier            | Vacheries-Brunier            |
| Haltepunkt / Haltestelle | 16.04                               | La Chaux-des-Breuleux        | 1006 m ü. M.                 |
| Bahnhof | 17.93                               | Les Breuleux                 | 1020 m ü. M.                 |
| Haltepunkt / Haltestelle | 18.63                               | Les Breuleux-Eglise          | 1050 m ü. M.                 |
| ehemaliger Dienststation / Betriebs- oder Güterbahnhof | 21.58                               | Sous-le-Terreau              | 983 m ü. M.                  |
| Abzweig geradeaus und von rechts |                                     | SC von Saignelégier          | SC von Saignelégier          |
| Bahnhof | 22.98                               | Le Noirmont                  | 969 m ü. M.                  |
| Strecke |                                     | SC nach La Chaux-de-Fonds    | SC nach La Chaux-de-Fonds    |

Die Seite beschreibt die ehemalige Meterspurbahn Chemin de fer Tavannes–Noirmont (CTN) in der Schweiz, ihre Vorgängerinnen Tramelan-Tavannes-Bahn (französisch Chemin de fer de Tramelan–Tavannes, TT) und Tramelan-Breuleux-Noirmont-Bahn (französisch Chemin de fer Tramelan–Breuleux–Noirmont, TBN) sowie die von diesen Bahnen betriebene Bahnstrecke Tavannes–Le Noirmont. Die Linie wurde 1913 elektrifiziert und gehört seit 1944 zu den Chemins de fer du Jura (CJ).

## Tavannes-Tramelan-Bahn (TT)

### Bau und Dampfbetrieb

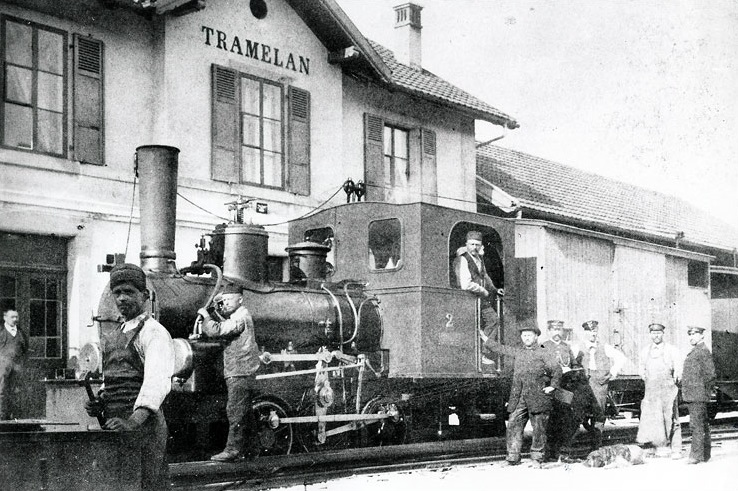
Güterzug der TT mit Lok Nr. 2 um 1910 in Tramelan.

Bereits früh wurden im Jura Bahnlinien zur Verbindung nach Frankreich gebaut. Danach entstanden Bestrebungen, die noch nicht erschlossenen Gebiete mit Lokalbahnen an die Hauptlinien anzuschliessen.
Die meterspurige Tavannes-Tramelan-Bahn (TT) wurde am 16. August 1884 als Stichstrecke eröffnet. Ihre 9 km lange Strecke verbindet Tramelan mit Tavannes, wo der Anschluss an die seit 1874 bestehende Normalspurstrecke Sonceboz-Sombeval–Moutier hergestellt wird. Die Bahn war nach Lausanne–Echallens (1873), der Rigi-Scheidegg-Bahn (1874), Herisau–Urnäsch (1875) und der Waldenburgerbahn (1880) eine der ersten Schweizer Schmalspurbahnen und diente als Vorbild für zahlreiche ähnliche Betriebe.
Die Bahn wurde zunächst mit zwei zweiachsigen Tenderlokomotiven G 2/2 betrieben. 1891 wurde eine dritte Lokomotive nachbeschafft. Die Leistung der Dampflokomotiven war für die Bahnstrecke mit Steigungen bis zu 40 Promille sehr knapp bemessen. Kurz vor der Elektrifizierung wurden die Lokomotiven mit neuen Kesseln ausgestattet.

### Elektrifizierung

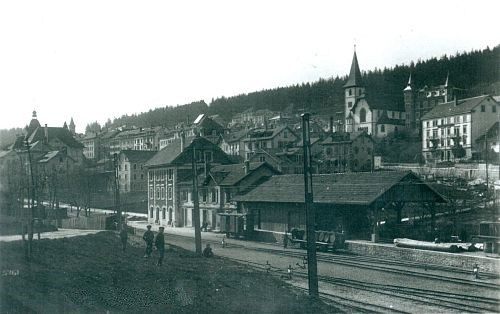
Bahnhof Tramelan nach der Elektrifizierung der TT und der Eröffnung der TBN.

Bereits am 15. November 1913 wurde der elektrische Betrieb mit 1200 Volt Gleichstrom aufgenommen. Anlass zur Elektrifizierung war die Eröffnung der ebenfalls meterspurigen, von Anfang an elektrisch betriebenen Tramelan-Breuleux-Noirmont-Bahn (TBN).
Für den elektrischen Betrieb beschaffte die TT zwei Triebwagen BCe 2/4 60–61 und eine zweiachsige Lokomotive Ge 2/2 4. Beide Fahrzeugtypen wiesen die gleiche elektrische Ausrüstung auf. Die drei Triebfahrzeuge waren baugleich zu den beiden Triebwagen 70–71 und der Ge 2/2 Nr. 5 der TBN. Während die Triebwagen für Personenzüge beschafft wurden, beförderten die beiden Lokomotiven Güterzüge und wurden für Vorspannleistungen eingesetzt.
Die Speisung der Fahrleitungen der beiden Bahnen erfolgte durch eine Umformeranlage in Tramelan, die mit Pufferbatterien ausgestattet war.

### Betriebsergebnisse
Die TT diente überwiegend dem Personenverkehr. Zeitweise konnte sie eine bescheidene Dividende ausschütten. Für die Elektrifikation 1913 waren Investitionen in Fahrleitungen und neues Rollmaterial nötig. Der Erste Weltkrieg führte zu Mehreinnahmen sowohl aus dem Personen- wie aus dem Güterverkehr. 1917 erwirtschaftete die Bahn das beste Betriebsergebnis ihrer Geschichte. Danach belasteten jedoch stark ansteigende Betriebsausgaben die Rechnung.

## Tramelan-Breuleux-Noirmont-Bahn (TBN)

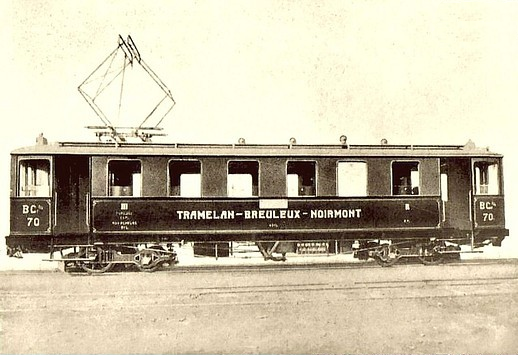
Triebwagen BCe 2/2 der TBN bei der Ablieferung.

Die Fortschritte in der Elektrotechnik ermöglichten die Weiterführung der Schmalspurstrecke von Tramelan über die Höhen von Les Breuleux nach Le Noirmont, um dort den Anschluss an die ebenfalls meterspurige Saignelégier–La Chaux-de-Fonds-Bahn (SC) herzustellen. Die am 16. Dezember 1913 eröffnete Tramelan-Breuleux-Noirmont-Bahn (TBN) wurde von Beginn an mit 1200 Volt Gleichstrom betrieben.

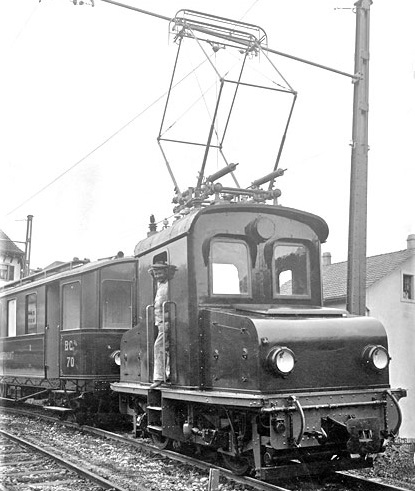
Ge 2/2 der CTN in Tavannes. Hinten ist der Triebwagen BCe 2/4 Nr. 70 sichtbar.

Wie bereits erwähnt, beschaffte die TBN zur Betriebseröffnung die beiden Triebwagen BCe 2/4 70–71 und die Lokomotive Ge 2/2 5.
Der Ausbruch des Ersten Weltkriegs 1914 führte bei der TBN zu Mehrverkehr und führte zu einer finanziellen Entspannung. Anfang der 1920er-Jahre führten rückläufige Erträge aus dem Personentransport zunehmend zu finanziellen Schwierigkeiten.

## Chemin de fer Tavannes–Noirmont (CTN)

### Betriebsgemeinschaft
TT und die 1913 eröffnete TBN bildeten eine Betriebsgemeinschaft und betrieben die Strecke durchgehend mit elektrischen Triebfahrzeugen von Tavannes nach Le Noirmont. Die Saignelégier–La Chaux-de-Fonds-Bahn (SC) setzte auf der Fortsetzung von Le Noirmont nach La Chaux-de-Fonds nach wie vor Dampflokomotiven ein, was die Zusammenarbeit erschwerte.
Seit dem 1. Mai 1921 werden in Tavannes normalspurige Güterwagen auf Rollschemel verladen, damit sie auf der Schmalspurstrecke nach Le Noirmont weitertransportiert werden können.
Auf den 1. Januar 1927 schlossen sich die beiden elektrisch betriebenen Bahnen TT und TBN, die bisher eine Betriebsgemeinschaft bildeten, zur Chemin de fer Tavannes–Le Noirmont (CTN) zusammen. Aber auch nach dem Zusammenschluss blieben die Betriebsergebnisse bescheiden und die Anlagen veralteten zusehends.
Die Chemin de fer Tavannes–Noirmont fusionierte am 1. Januar 1944 mit der SC und den beiden Normalspurbahnen Régional Saignelégier–Glovelier (RSG) und Régional Porrentruy–Bonfol (RPB) zu den Chemins de fer du Jura (CJ).

## Betrieb durch die Chemins de fer du Jura

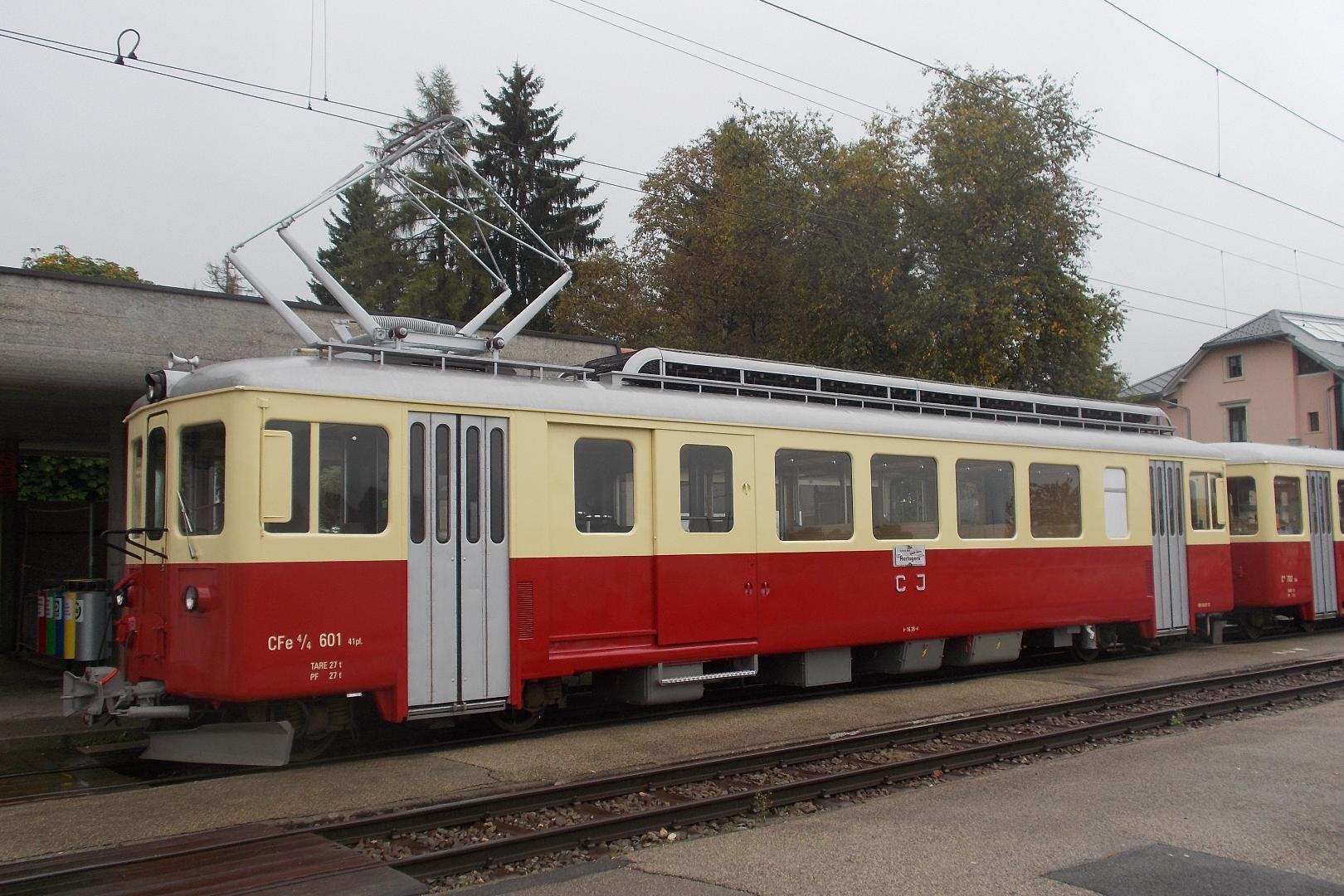
Aus der Anfangszeit der CJ stammender Triebwagen CFe 4/4 601 in Le Noirmont.

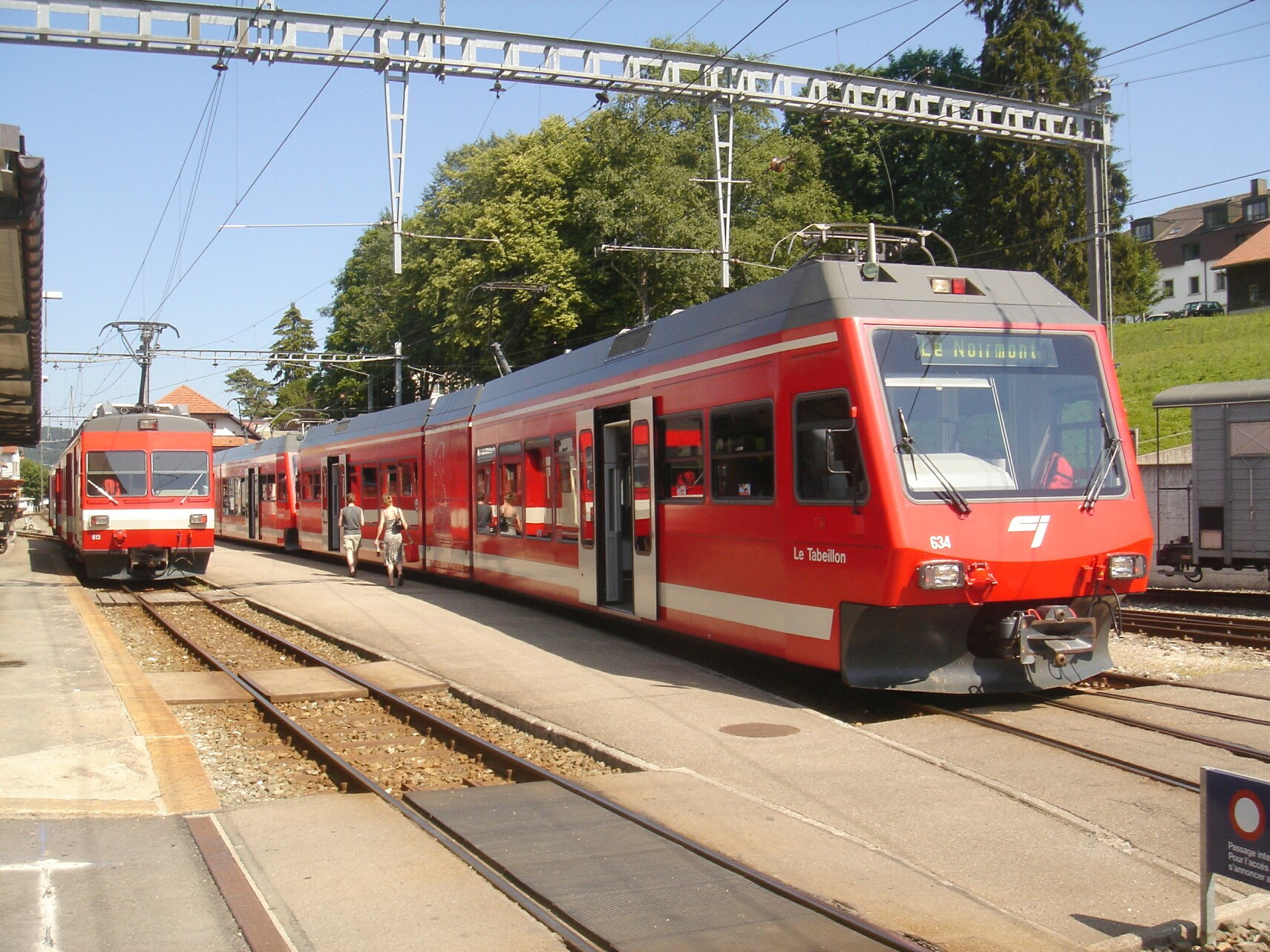
BDe 4/4 613 (links) und daneben GTW ABe 634 und 631 in Doppeltraktion in Tramelan.

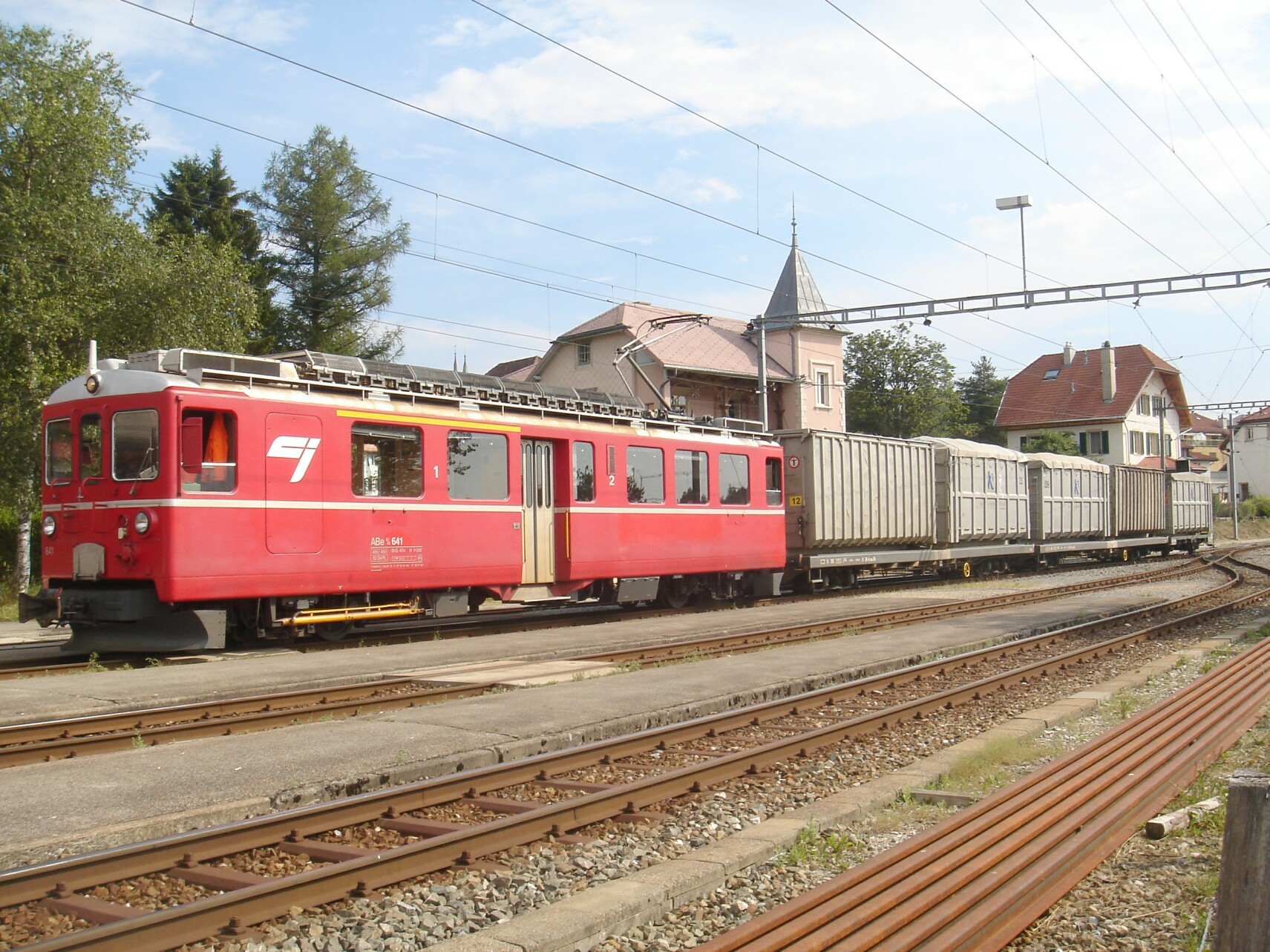
Kehrichtzug mit einem von der Arosabahn stammenden Triebwagen ABe 4/4 in Le Noirmont.

Mit der Vereinigung der vier Bahngesellschaften im damaligen Berner Jura wurde die Grundlage zur umfassenden technischen Sanierung gelegt. Die CJ betreiben seit dem 4. Oktober 1953 ihr gesamtes Meterspurnetz mit 1500 Volt Gleichstrom. Dazu wurde auf der Strecke Tavannes–Le Noirmont die Fahrleitungsspannung von 1200 auf 1500 Volt Gleichstrom angehoben. Die Umformeranlage in Tramelan wurde durch die drei Gleichrichterstationen in Orange, Les Reussilles und Le Noirmont ersetzt. Das Rollmaterial wurde praktisch vollständig durch neue Fahrzeuge ersetzt. An den bisherigen Triebfahrzeugen wurden keine Änderungen durchgeführt.
Am 27. Oktober 1953 stiess bei Orange zwischen Tramelan und Tavannes ein Personenzug mit einem Dienstzug zusammen, der Eisenbahnachsen transportierte. Die herumfliegenden Achsen des von der Ge 2/2 5 gezogenen Flachwagens verletzten zwei Bahnangestellte tödlich. Der Personenzug hatte in Orange die Kreuzung nicht abgewartet.
1966 wurde der 246 Meter lange Viadukt Tavannes in Betrieb genommen, um im Dorf Tavannes die Bahn von der Strasse zu trennen.

### Heutiger Betrieb
Die Personenzüge Le Noirmont–Tavannes verkehren fast durchgehend im Stundentakt. In Le Noirmont bieten sie Anschluss an die Züge La Chaux-de-Fonds–Saignelégier–Glovelier. In Tavannes ermöglichen die Regionalzüge der SBB die Weiterreise nach Sonceboz-Sombeval–Biel.
Von Montag bis Freitag sind regelmässig Güterzüge unterwegs. Seit 2000 verkehren Kehrichttransporte von Tavannes in die Verbrennungsanlage La Chaux-de-Fonds. Zudem werden Normalspurwagen auf Rollschemel befördert, die vor allem Langholz, Heizöl, Schotter und Strassensalz transportieren.
Von Juli bis September verkehren fahrplanmässige Dampfzüge von La Traction auf der Strecke Pré-Petitjean–Saignelégier–Le Noirmont–Tavannes.
Ein Depot in Tramelan dient dem Unterhalt der im Regelverkehr eingesetzten Fahrzeuge, wo sich auch die Werkstätte für alle CJ-Fahrzeuge befindet. Auf der dortigen Unterflurdrehbank werden auch regelmässig Fahrzeuge der Transports Régionaux Neuchâtelois (TRN) behandelt. In Le Noirmont erlaubt eine eingleisige Remise das Einstellen von Baudienstfahrzeugen.

## Streckenbeschreibung

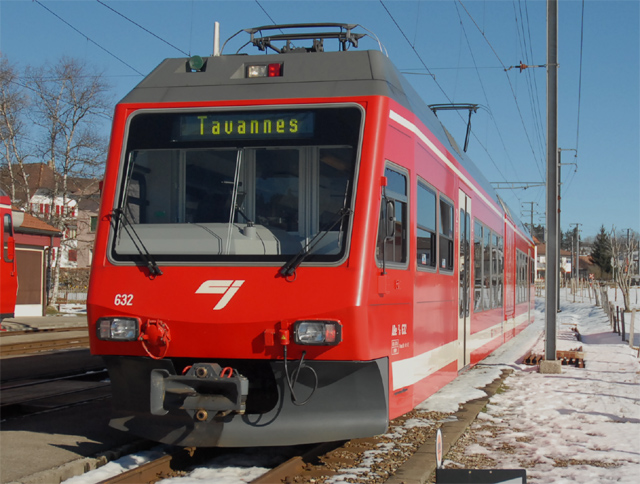
Nach Tavannes fahrender GTW ABe 632.

Die Bahnstrecke verlässt den Bahnhof Tavannes parallel zur SBB-Linie nach Moutier. Bereits nach einigen Metern biegt sie links ab und quert auf dem 246 Meter langen Viadukt Tavannes die gleichnamige Ortschaft und die Birs. Danach führt die Linie mit 40 Promille Steigung über Wiesen und Felder. Von der Dienststation Orange bis zur Haltestelle Tramelan-Dessus folgt die fast ebene Strecke dem Trame entlang. Die Züge erreichen Tramelan, wo sich die Hauptwerkstätte der CJ befindet.
Gleich nach dem Bahnhof beginnt die kurvenreiche Steilstrecke, die mit 50 Promille Steigung zum bereits auf der Hochfläche der Freiberge gelegenen Weiler Les Reussilles führt. Danach passieren die Züge einige Wiesen und Felder, um das Hochmoor und Naturreservat „La grande Tourbière“ zu durchqueren. Dort verlassen die Züge den Berner Jura und erreichen den Kanton Jura. Vorbei an der Haltestelle La Chaux-des-Breuleux erreicht die Strecke Les Breuleux. Nach dem Bahnhof durchfahren die roten Züge eine enge Rechtskurve und erreichen nach der Haltestelle Les Breuleux-Eglise den höchsten Punkt der Bahnlinie. Nach der durch schöne Wälder und Weiden führenden Talfahrt mit 44 Promille Gefälle erreicht die Bahn Le Noirmont, wo von rechts die ebenfalls schmalspurige Strecke aus Saignelégier in den Bahnhof einmündet.

## Triebfahrzeuge
Der Chemin de fer Tavannes–Noirmont und ihren beiden Vorgängerinnen TT und TBN standen folgende Triebfahrzeuge zur Verfügung:
| Typ     | Erste Ei- gentümerin | Nr. | Nr. bei CJ | spätere Bezeichnung                                                    | Hersteller | Baujahr | Abbruch | Bild    |
| ------- | -------------------- | --- | ---------- | ---------------------------------------------------------------------- | ---------- | ------- | ------- | ------- |
| G 2/2   | TT                   | 1   | 1          | –                                                                      | SLM        | 1884    | 1943    | G 2/2   |
| G 2/2   | TT                   | 2   | 2          | –                                                                      | SLM        | 1884    | 1940    | G 2/2   |
| G 2/2   | TT                   | 3   | 3          | –                                                                      | SLM        | –       | 1943    | G 2/2   |
| Ge 2/2  | TT                   | 4   | 4          | seit etwa 1980: CJ Te 2/2 504                                          | BBC        | 1913    | –       | Ge 2/2  |
| Ge 2/2  | TBN                  | 5   | 5          | –                                                                      | BBC        | 1913    | 1954    | Ge 2/2  |
| BCe 2/4 | TT                   | 60  | 501        | ab 1953: CJ Xe 2/4 901                                                 | SWS, BBC   | 1913    | 1956    | BCe 2/4 |
| BCe 2/4 | TT                   | 61  | 502        | –                                                                      | SWS, BBC   | 1913    | 1956    | BCe 2/4 |
| BCe 2/4 | TBN                  | 70  | 503        | ab 1953: CJ Xe 2/4 903 ab 1966: CJ Xe 2/4 503 seit 1984: CJ BCe 2/4 70 | SWS, BBC   | 1913    | –       | BCe 2/4 |
| BCe 2/4 | TBN                  | 71  | 504        | ab 1954: CJ Xe 2/4 904 ab 1959: CJ Xe 2/4 801                          | SWS, BBC   | 1913    | 1967    | BCe 2/4 |